# Eulersche Winkel

Drehung eines Körpers als Folge von drei einzelnen Drehungen um seine Körperachsen z,x',z".
Eigenes Koordinatensystem: rot
festes Referenzsystem:blau

Die eulerschen Winkel (oder Euler-Winkel), benannt nach dem Schweizer Mathematiker Leonhard Euler, sind ein Satz von drei Winkeln, mit denen die Orientierung (Drehlage) eines festen Körpers im dreidimensionalen euklidischen Raum beschrieben werden kann. Sie werden üblicherweise mit {\displaystyle \alpha ,\beta ,\gamma } oder mit {\displaystyle \varphi ,\theta ,\psi } bezeichnet. Der Körper kann zum Beispiel ein Kreisel sein (in der theoretischen Physik) oder ein Fahrzeug, ein Schiff oder ein Flugzeug. In der Astronomie kann der „Körper“ auch die Bahnellipse eines Himmelskörpers sein.
Anstatt der Drehlage eines Körpers können eulersche Winkel auch die Lage eines kartesischen Koordinatensystems in Bezug auf ein anderes kartesisches Koordinatensystem beschreiben und werden deshalb für Koordinatentransformationen verwendet. Oft ist das gedrehte Koordinatensystem an einen gedrehten Körper „angeheftet“. Man spricht dann vom körperfesten Koordinatensystem und nennt das ursprüngliche Koordinatensystem raumfest.
Die Drehlage wird erzeugt, indem der Körper aus seiner Ursprungslage heraus nacheinander um die drei Eulerwinkel um Koordinatenachsen gedreht wird. Für die Wahl der Achsen gibt es verschiedene Konventionen:
- Eigentliche Eulerwinkel: Die erste und die dritte Drehung finden um die gleiche Koordinatenachse statt (z. B. Drehung um z-Achse, x-Achse, z-Achse).
- Kardanwinkel oder Tait-Bryan-Winkel: Alle drei Drehungen werden um verschiedene Koordinatenachsen gedreht (z. B. in der Reihenfolge x-Achse, y-Achse, z-Achse).

Dabei wird entweder bei der zweiten und dritten Drehung um die zuvor gedrehten Koordinatenachsen gedreht (intrinsische Drehungen)
oder immer um die ursprünglichen Koordinatenachsen (extrinsische Drehungen).
Die aus den drei Einzeldrehungen zusammengesetzte Drehung kann durch eine Matrix beschrieben werden, die sich entsprechend als Produkt von drei elementaren Drehmatrizen darstellen lässt. Je nach Anwendungszweck betrachtet man verschiedene Matrizen:
- Transformationsmatrix für die Koordinatentransformation vom gedrehten (körperfesten) ins ursprüngliche (raumfeste) Koordinatensystem,
- Transformationsmatrix für die Koordinatentransformation vom raumfesten ins körperfeste Koordinatensystem,
- Abbildungsmatrix der Drehung bezüglich des raumfesten Koordinatensystems.

## Geschichte

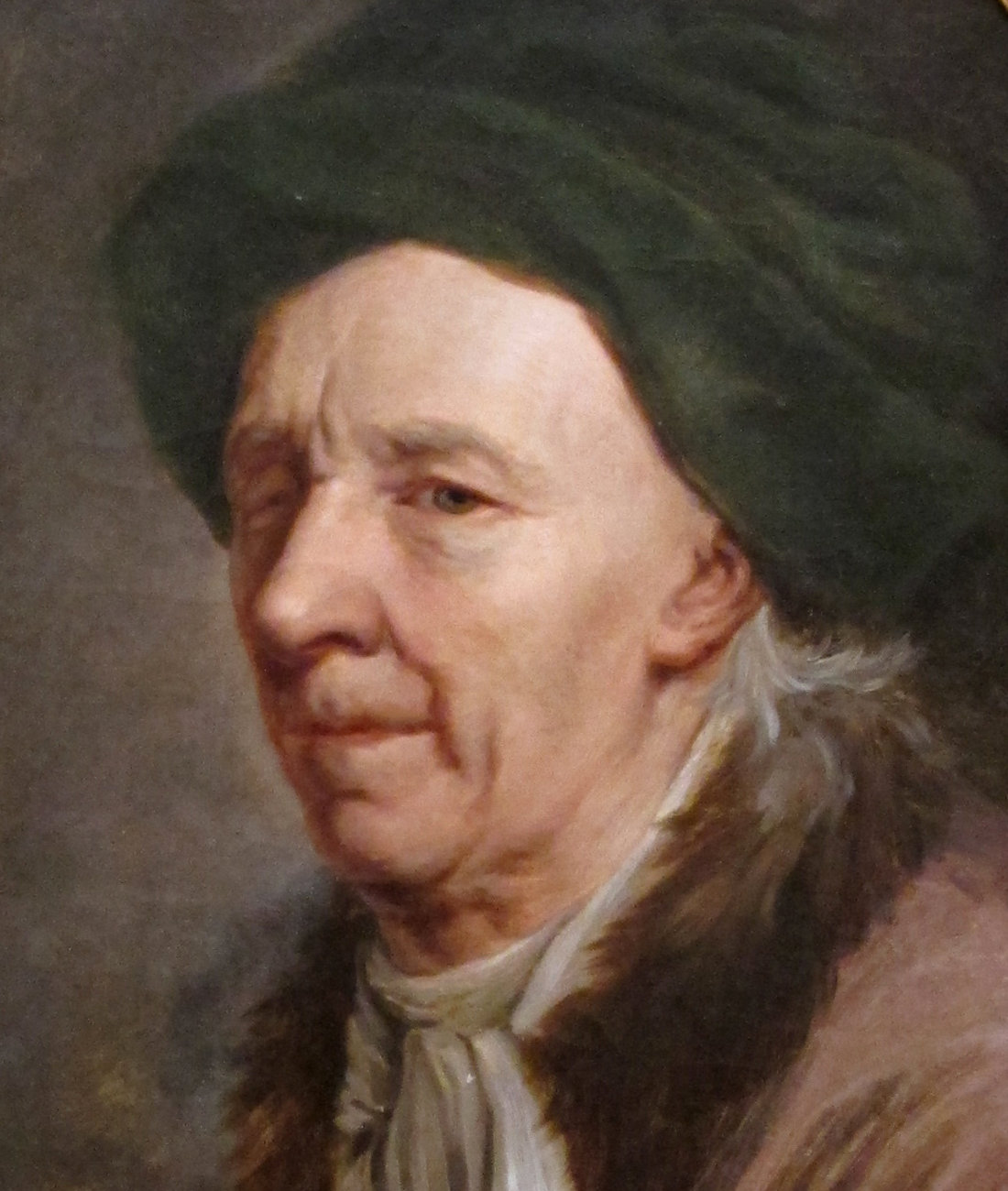
Euler (1778)

Drehungen wurden spätestens seit etwa 1600 durch drei Winkel beschrieben. So bestimmte Johannes Kepler in der Astronomia nova die Orientierung der Marsbahn in Bezug auf die Ekliptik durch drei Winkel. Eine algebraische Beschreibung, mit der die Drehlage von beliebigen Punkten berechnet werden konnte, wurde aber erst ab 1775 von Leonhard Euler in zunehmender Tiefe formuliert.
In der ersten Arbeit
zeigte er, dass die neun, den Elementen der Abbildungsmatrix entsprechenden, Koeffizienten wegen der Längentreue einer Bewegung nicht unabhängig voneinander sind, sondern durch nur drei voneinander unabhängige Winkel festgelegt werden. Es handelt sich bei diesen aber nicht um die hier behandelten eulerschen Winkel, sondern um reine Rechengrößen ohne geometrische Bedeutung. Bekannt ist diese Arbeit heute besonders, weil er in einem Zusatz das heute nach ihm benannte Rotationstheorem bewies, nach dem jede eigentliche Bewegung mit einem Fixpunkt eine Drehung um eine Achse ist. Die aus diesem Ergebnis resultierenden Abbildungsgleichungen, in denen eine Drehung durch die Richtungskosinus der Drehachse und den Drehwinkel parametrisiert wird, fand er in einer kurz darauf folgenden zweiten Arbeit.

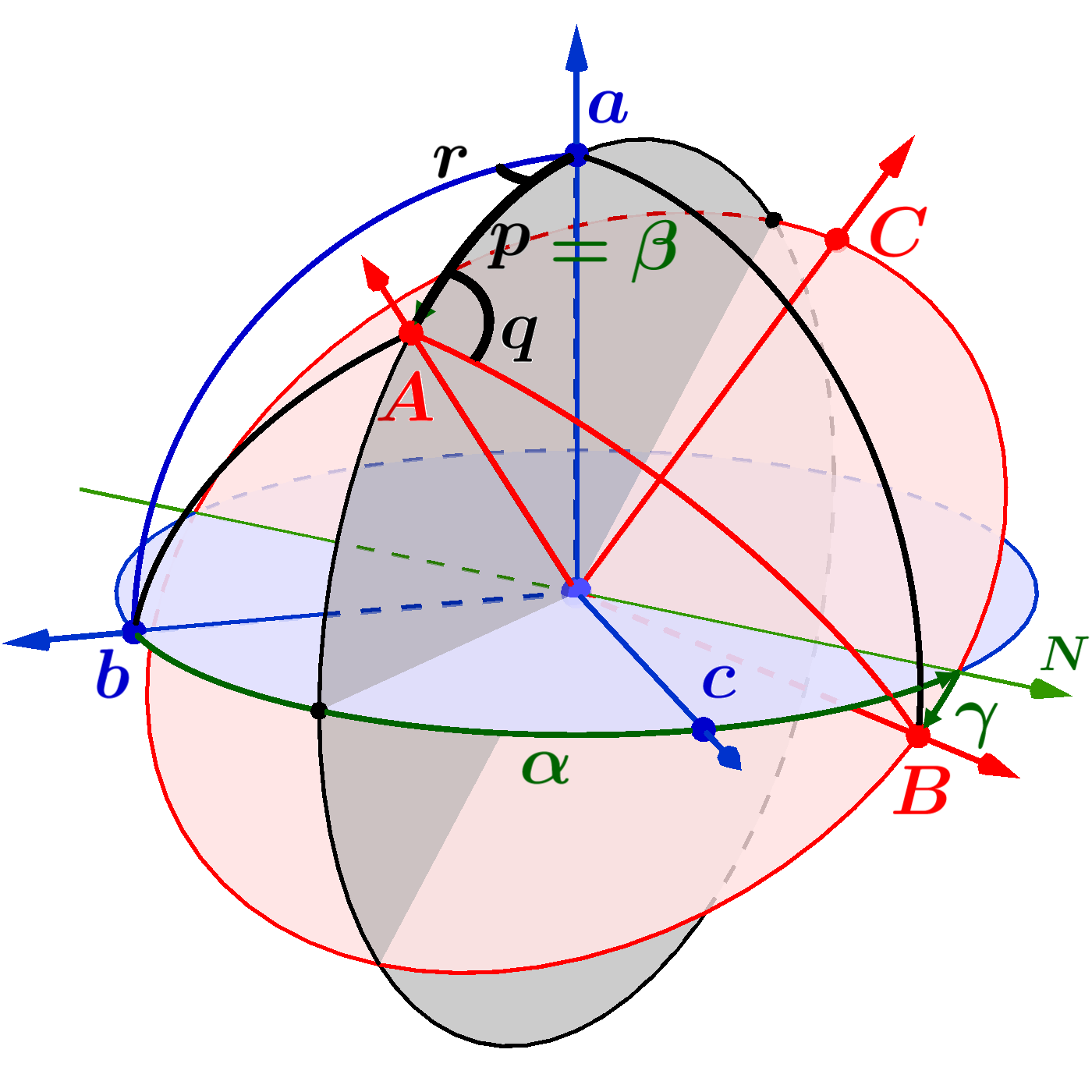
Winkel,, aus der Arbeit von Euler

In einer dritten, erst postum erschienenen Arbeit
führte er schließlich drei Winkel {\displaystyle p}, {\displaystyle q} und {\displaystyle r} ein, mit denen er die Transformation von körperfesten in raumfeste Koordinaten beschrieb und die bis auf Vorzeichen und additive Konstanten mit den heute nach ihm benannten Winkeln übereinstimmen. Sein Vorgehen unterschied sich dabei deutlich vom heute gängigen Verfahren, bei dem das eine Koordinatensystem durch drei aufeinanderfolgende Drehungen um die Koordinatenachsen in das andere Koordinatensystem überführt wird.
Euler argumentiere ähnlich wie bei der ersten Arbeit, kommt aber zu einem günstigeren Ansatz:S. 50 mit den drei Winkeln {\displaystyle p}, {\displaystyle q} und {\displaystyle r}, weil er hier – in moderner Sprechweise – nicht nur die Orthonormalität der Zeilen, sondern auch die der Spalten der Transformationsmatrix verwendete. Zur Klärung ihrer geometrischen Bedeutung betrachtete er die Schnittpunkte {\displaystyle a}, {\displaystyle b}, {\displaystyle c} des raumfesten Koordinatensystems mit der Einheitskugel und die entsprechenden Schnittpunkte {\displaystyle A}, {\displaystyle B}, {\displaystyle C} des körperfesten Systems und zeigte, dass die Kosinusse der Bögen {\displaystyle aA}, {\displaystyle aB}, …, {\displaystyle cC} gerade die Koeffizienten der Transformationsgleichungen sind. Es ist also {\displaystyle p=aA} der Winkel zwischen der {\displaystyle x}- und der {\displaystyle X}-Achse. Außerdem zeigt sich mittels sphärischer Trigonometrie, dass {\displaystyle q} der Winkel bei {\displaystyle A} im Kugeldreieck {\displaystyle ABa} und {\displaystyle r} der Winkel bei {\displaystyle a} im Kugeldreieck {\displaystyle abA} ist. Heute werden die entsprechenden Winkel nicht von der {\displaystyle xX}-Ebene, sondern von der zu ihr senkrechten Knotenlinie {\displaystyle N} aus gemessen; der Zusammenhang mit den heute meist verwendeten Eulerwinkeln für die Drehfolge x-y-x ist gegeben durch {\displaystyle \alpha =r+90^{\circ }}, {\displaystyle \beta =p} und {\displaystyle \gamma =-q+90^{\circ }}.
Lagrange brachte in der 1788 erschienenen Mécanique Analytique
zwei Ableitungen der Transformationsgleichungen. Die erste:S. 381–388 stimmt bis auf die Namen der Winkel (bei ihm heißen sie {\displaystyle \lambda =p}, {\displaystyle \mu =r} und {\displaystyle \nu =q}) im Wesentlichen mit der von Euler überein. Die zweite:S. 398–401 deckt sich mit der modernen, unten ausführlich behandelten Darstellung für die z-x-z-Drehfolge – wiederum mit anderen Winkelnamen ({\displaystyle \varphi =\gamma }, {\displaystyle \psi =\alpha }, {\displaystyle \omega =\beta }). 

## Eigentliche Eulerwinkel

Koordinatentransformation, Drehfolge in Standard-x-Konvention
blau: Koordinatensystem in Ausgangslage
grün: Schnittgerade der xy-Ebenen, Zwischenlage der x-Achse
rot: Koordinatensystem in Ziellage

Im Folgenden werden wie in der nebenstehenden Grafik die Achsen des Koordinatensystems in Ausgangslage (in der Grafik blau) mit den Kleinbuchstaben {\displaystyle x}, {\displaystyle y} und {\displaystyle z}, die Achsen in Ziellage (in der Grafik rot) mit den entsprechenden Großbuchstaben {\displaystyle X}, {\displaystyle Y} und {\displaystyle Z} bezeichnet.

### Geometrische Beschreibung
Die {\displaystyle x}-{\displaystyle y}-Ebene und die {\displaystyle X}-{\displaystyle Y}-Ebene schneiden sich in einer Geraden {\displaystyle N} (Knotenlinie). Diese steht senkrecht auf der {\displaystyle z}-Achse und auf der {\displaystyle Z}-Achse.
- Der erste Euler-Winkel {\displaystyle \alpha } (auch {\displaystyle \varphi }) ist der Winkel zwischen der {\displaystyle x}-Achse und der Geraden {\displaystyle N} (gemessen in Richtung der y-Achse).
- Der zweite Euler-Winkel {\displaystyle \beta } (auch {\displaystyle \theta }) ist der Winkel zwischen der {\displaystyle z}-Achse und der {\displaystyle Z}-Achse.
- Der dritte Euler-Winkel {\displaystyle \gamma } (auch {\displaystyle \psi }) ist der Winkel zwischen {\displaystyle N} und der {\displaystyle X}-Achse.

Die hier beschriebene Version der eulerschen Winkel, bei der der Winkel {\displaystyle \alpha } von der {\displaystyle x}-Achse aus zur Knotenlinie und der Winkel {\displaystyle \gamma } von der Knotenlinie zur {\displaystyle X}-Achse gemessen wird, nennt man die Standard-x-Konvention. Entsprechend werden bei der Standard-y-Konvention die Winkel von der {\displaystyle y}-Achse zur Knotenlinie und von der Knotenlinie zur {\displaystyle Y}-Achse gemessen.
In der klassischen Physik wird meist die Standard-x-Konvention verwendet. Statt wie hier mit {\displaystyle \alpha }, {\displaystyle \beta } und {\displaystyle \gamma } werden die Winkel meist mit {\displaystyle \varphi }, {\displaystyle \theta } und {\displaystyle \psi } bezeichnet. In der Quantenmechanik hat sich hingegen die Standard-y-Konvention durchgesetzt. Insbesondere werden die Darstellungen der Drehgruppe SO3 durch sogenannte Wignersche D-Matrizen entsprechend parametrisiert. 

### Beschreibung durch intrinsische Drehungen
Die Drehung {\displaystyle r}, welche das {\displaystyle xyz}-System in das {\displaystyle XYZ}-System dreht, kann in drei Drehungen aufgeteilt werden. Bei der Standard-x-Konvention sind das:
- Zunächst die Drehung {\displaystyle r_{z}(\alpha )} um den Winkel {\displaystyle \alpha } um die {\displaystyle z}-Achse,
- dann die Drehung {\displaystyle r_{N}(\beta )} um den Winkel {\displaystyle \beta } um die Knotenlinie {\displaystyle N},
- zuletzt die Drehung {\displaystyle r_{Z}(\gamma )} um den Winkel {\displaystyle \gamma } um die {\displaystyle Z}-Achse.

Bei diesen Drehungen entstehen nacheinander neue Koordinatensysteme:
- ursprüngliches Koordinatensystem: {\displaystyle x}-, {\displaystyle y}- und {\displaystyle z}-Achse
- nach der ersten Drehung: {\displaystyle x'}-, {\displaystyle y'}- und {\displaystyle z'}-Achse
- nach der zweiten Drehung: {\displaystyle x''}-, {\displaystyle y''}- und {\displaystyle z''}-Achse
- nach der dritten Drehung: {\displaystyle x'''}-, {\displaystyle y'''}- und {\displaystyle z'''}-Achse (bzw. {\displaystyle X}-, {\displaystyle Y}- und {\displaystyle Z}-Achse)

Die Drehung um {\displaystyle N} ist also eine Drehung um die {\displaystyle x'}-Achse, die Drehung um die {\displaystyle Z}-Achse eine Drehung um die {\displaystyle z''}-Achse. Die Gesamtdrehung {\displaystyle r} setzt sich also aus den Drehungen {\displaystyle r_{z}(\alpha )}, {\displaystyle r_{x'}(\beta )} und {\displaystyle r_{z''}(\gamma )} zusammen:
{\displaystyle r=r_{z''}(\gamma )\circ r_{x'}(\beta )\circ r_{z}(\alpha )}
Die Reihenfolge der Drehachsen ist also: {\displaystyle z}-Achse → {\displaystyle x'}-Achse → {\displaystyle z''}-Achse oder kurz {\displaystyle z}-{\displaystyle x'}-{\displaystyle z''}.
Eine solche Zerlegung in Drehungen, bei denen jeweils um die mitgedrehten Koordinatenachsen gedreht wird, nennt man intrinsische Drehfolge.

### Beschreibung durch extrinsische Drehungen

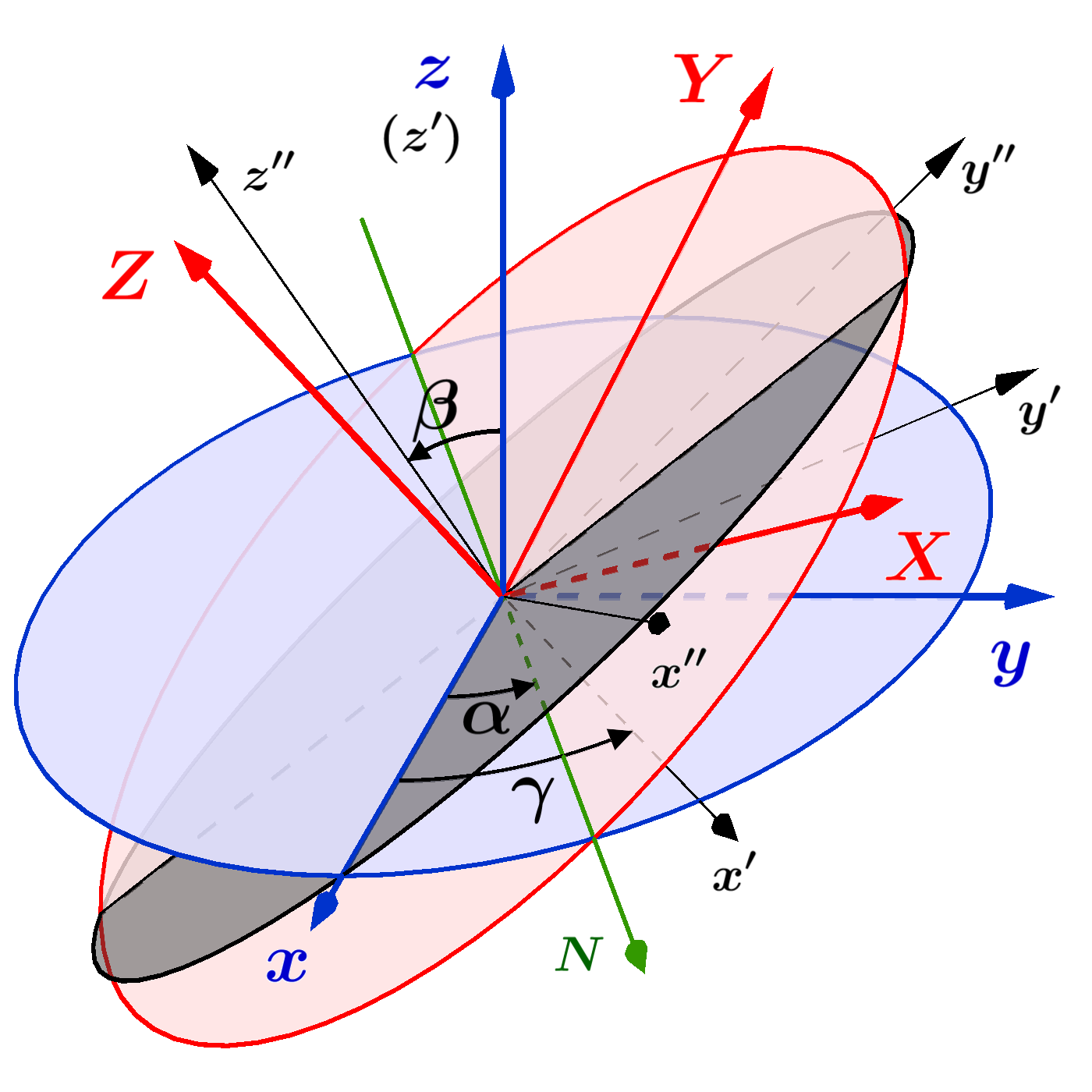
Eulerwinkel bei extrinsischen Einzeldrehungen in der Reihenfolge -- mit den Winkeln,,.
blau: Ausgangslage des Koordinatensystems,
rot: Ziellage,
grün: Schnittgerade der beiden xy-Ebenen.

Dieselbe Drehung {\displaystyle r} kann auch durch drei Einzeldrehungen um die ursprünglichen Koordinatenachsen beschrieben werden. Dabei bleiben die Winkel gleich, aber die Reihenfolge der Drehungen kehrt sich um, und die Zwischenlagen {\displaystyle x'y'z'} und {\displaystyle x''y''z''} sind andere als bei der intrinsischen Drehung:
Zuerst wird der Körper um den Winkel {\displaystyle \gamma } um die {\displaystyle z}-Achse gedreht, dann um {\displaystyle \beta } um die {\displaystyle x}-Achse (der Winkel zwischen der {\displaystyle x}- und {\displaystyle x''}-Achse ist derselbe wie der zwischen der {\displaystyle x}- und der {\displaystyle x'}-Achse, nämlich {\displaystyle \gamma }) und zuletzt um den Winkel {\displaystyle \alpha } um die {\displaystyle z}-Achse (dabei wird die {\displaystyle x}-Achse in die Knotenlinie {\displaystyle N} gedreht und der Winkel zwischen {\displaystyle N} und der {\displaystyle X}-Achse ist {\displaystyle \gamma }).
Eine algebraische Begründung findet sich weiter unten im Abschnitt Matrix-Herleitung im allgemeinen Fall. Es ist also
{\displaystyle r=r_{z}(\alpha )\circ r_{x}(\beta )\circ r_{z}(\gamma )}.
Eine solche Drehfolge, bei der immer um die ursprünglichen Koordinatenachsen gedreht wird, heißt extrinsische Drehfolge.
Die Beschreibungen durch intrinsische und durch extrinsische Drehungen sind also äquivalent. Die Beschreibung durch intrinsische Drehungen ist jedoch anschaulicher, während die Beschreibung durch extrinsische Drehungen mathematisch leichter zugänglich ist.

### Beschreibung durch Matrizen
Die Drehungen um die Eulerschen Winkel können mit Hilfe von Drehmatrizen, deren Einträge Sinus- und Kosinus-Werte der Euler-Winkel sind, beschrieben werden. Dabei unterscheidet man zwischen Abbildungsmatrizen und Koordinatentransformationsmatrizen. Im Folgenden werden diese Matrizen für die Standard-x-Konvention angegeben.
Die Matrizen für die Standard-y-Konvention erhält man analog, indem man statt der elementaren Drehmatrix für die Drehung um die x-Achse die Drehmatrix für die Drehung um die y-Achse verwendet.

#### Abbildungsmatrix (aktive Drehung)
Bei einer aktiven Drehung (Alibi-Drehung) werden die Punkte und Vektoren des Raums gedreht. Das Koordinatensystem wird festgehalten. Die Drehmatrix {\displaystyle R} ist die Abbildungsmatrix dieser Abbildung. Die Koordinaten des gedrehten Vektors {\displaystyle {\vec {w}}=r({\vec {v}})} ergeben sich aus den Koordinaten des ursprünglichen Punkts {\displaystyle {\vec {v}}} durch Multiplikation mit der Drehmatrix:
{\displaystyle {\begin{pmatrix}w_{x}\\w_{y}\\w_{z}\\\end{pmatrix}}=R{\begin{pmatrix}v_{x}\\v_{y}\\v_{z}\\\end{pmatrix}}\,.}
Die Abbildungsmatrizen für Drehungen um die Koordinatenachsen (elementare Drehmatrizen) lauten:
{\displaystyle R_{x}(\alpha )={\begin{pmatrix}1&0&0\\0&\cos \alpha &-\sin \alpha \\0&\sin \alpha &\cos \alpha \end{pmatrix}},\quad R_{y}(\alpha )={\begin{pmatrix}\cos \alpha &0&\sin \alpha \\0&1&0\\-\sin \alpha &0&\cos \alpha \end{pmatrix}},\quad R_{z}(\alpha )={\begin{pmatrix}\cos \alpha &-\sin \alpha &0\\\sin \alpha &\cos \alpha &0\\0&0&1\end{pmatrix}}}
für die Drehung um den Winkel {\displaystyle \alpha } um die {\displaystyle x}-Achse, die {\displaystyle y}-Achse und die {\displaystyle z}-Achse.
Die Drehmatrix der zusammengesetzten Drehung erhält man durch Matrixmultiplikation aus den Matrizen der einzelnen Drehungen. Da die elementaren Drehmatrizen die Drehungen um die ursprünglichen Koordinatenachsen beschreiben, verwendet man die extrinsische Drehfolge
{\displaystyle r=r_{z}(\alpha )\circ r_{x}(\beta )\circ r_{z}(\gamma )}
und erhält die Abbildungsmatrix
{\displaystyle {\begin{aligned}R_{zxz}&=R_{z}(\alpha )\,R_{x}(\beta )\,R_{z}(\gamma )\\&={\begin{pmatrix}\cos \alpha &-\sin \alpha &0\\\sin \alpha &\cos \alpha &0\\0&0&1\end{pmatrix}}{\begin{pmatrix}1&0&0\\0&\cos \beta &-\sin \beta \\0&\sin \beta &\cos \beta \end{pmatrix}}{\begin{pmatrix}\cos \gamma &-\sin \gamma &0\\\sin \gamma &\cos \gamma &0\\0&0&1\end{pmatrix}}\\&={\begin{pmatrix}\cos \alpha \cos \gamma -\sin \alpha \cos \beta \sin \gamma &-\cos \alpha \sin \gamma -\sin \alpha \cos \beta \cos \gamma &\sin \alpha \sin \beta \\\sin \alpha \cos \gamma +\cos \alpha \cos \beta \sin \gamma &-\sin \alpha \sin \gamma +\cos \alpha \cos \beta \cos \gamma &-\cos \alpha \sin \beta \\\sin \beta \sin \gamma &\sin \beta \cos \gamma &\cos \beta \end{pmatrix}}\end{aligned}}}

#### Transformationsmatrix
Transformationsmatrizen beschreiben Koordinatentransformationen vom ursprünglichen (raumfesten) Koordinatensystem ins gedrehte (körperfeste) oder umgekehrt. Die Transformationsmatrix für die Koordinatentransformation vom körperfesten Koordinatensystem ins raumfeste stimmt mit der oben beschriebenen Abbildungsmatrix überein, die Matrix für die umgekehrte Transformation ist die Transponierte dieser Matrix. Hat der Vektor {\displaystyle {\vec {v}}} im raumfesten Koordinatensystem die Koordinaten {\displaystyle v_{x},v_{y},v_{z}} und im körperfesten die Koordinaten {\displaystyle v_{X},v_{Y},v_{Z}}, so gilt
{\displaystyle {\begin{aligned}{\begin{pmatrix}v_{x}\\v_{y}\\v_{z}\end{pmatrix}}&=R_{zxz}{\begin{pmatrix}v_{X}\\v_{Y}\\v_{Z}\end{pmatrix}}\\&=R_{z}(\alpha )\,R_{x}(\beta )\,R_{z}(\gamma ){\begin{pmatrix}v_{X}\\v_{Y}\\v_{Z}\end{pmatrix}}\\&={\begin{pmatrix}\cos \alpha &-\sin \alpha &0\\\sin \alpha &\cos \alpha &0\\0&0&1\end{pmatrix}}{\begin{pmatrix}1&0&0\\0&\cos \beta &-\sin \beta \\0&\sin \beta &\cos \beta \end{pmatrix}}{\begin{pmatrix}\cos \gamma &-\sin \gamma &0\\\sin \gamma &\cos \gamma &0\\0&0&1\end{pmatrix}}{\begin{pmatrix}v_{X}\\v_{Y}\\v_{Z}\end{pmatrix}}\\&={\begin{pmatrix}\cos \alpha \cos \gamma -\sin \alpha \cos \beta \sin \gamma &-\cos \alpha \sin \gamma -\sin \alpha \cos \beta \cos \gamma &\sin \alpha \sin \beta \\\sin \alpha \cos \gamma +\cos \alpha \cos \beta \sin \gamma &-\sin \alpha \sin \gamma +\cos \alpha \cos \beta \cos \gamma &-\cos \alpha \sin \beta \\\sin \beta \sin \gamma &\sin \beta \cos \gamma &\cos \beta \end{pmatrix}}{\begin{pmatrix}v_{X}\\v_{Y}\\v_{Z}\end{pmatrix}}\end{aligned}}}
und
{\displaystyle {\begin{aligned}{\begin{pmatrix}v_{X}\\v_{Y}\\v_{Z}\end{pmatrix}}&=R_{zxz}^{T}{\begin{pmatrix}v_{x}\\v_{y}\\v_{z}\end{pmatrix}}\\&=R_{z}(\gamma )^{T}\,R_{x}(\beta )^{T}\,R_{z}(\alpha )^{T}{\begin{pmatrix}v_{x}\\v_{y}\\v_{z}\end{pmatrix}}\\&={\begin{pmatrix}\cos \gamma &\sin \gamma &0\\-\sin \gamma &\cos \gamma &0\\0&0&1\end{pmatrix}}{\begin{pmatrix}1&0&0\\0&\cos \beta &\sin \beta \\0&-\sin \beta &\cos \beta \end{pmatrix}}{\begin{pmatrix}\cos \alpha &\sin \alpha &0\\-\sin \alpha &\cos \alpha &0\\0&0&1\end{pmatrix}}{\begin{pmatrix}v_{x}\\v_{y}\\v_{z}\end{pmatrix}}\\&={\begin{pmatrix}\cos \alpha \cos \gamma -\sin \alpha \cos \beta \sin \gamma &\sin \alpha \cos \gamma +\cos \alpha \cos \beta \sin \gamma &\sin \beta \sin \gamma \\-\cos \alpha \sin \gamma -\sin \alpha \cos \beta \cos \gamma &-\sin \alpha \sin \gamma +\cos \alpha \cos \beta \cos \gamma &\sin \beta \cos \gamma \\\sin \alpha \sin \beta &-\cos \alpha \sin \beta &\cos \beta \end{pmatrix}}{\begin{pmatrix}v_{x}\\v_{y}\\v_{z}\end{pmatrix}}.\end{aligned}}}

### Konventionen
Es gibt sechs verschiedene Möglichkeiten, die Achsen für eigentliche Eulerwinkel zu wählen. Bei allen ist die erste und die dritte Achse die gleiche. Die sechs Möglichkeiten sind:
- {\displaystyle z}-{\displaystyle x'}-{\displaystyle z''} (intrinsisch) bzw. {\displaystyle z}-{\displaystyle x}-{\displaystyle z} (extrinsisch): Standard-x-Konvention
- {\displaystyle z}-{\displaystyle y'}-{\displaystyle z''} (intrinsisch) bzw. {\displaystyle z}-{\displaystyle y}-{\displaystyle z} (extrinsisch): Standard-y-Konvention
- {\displaystyle y}-{\displaystyle z'}-{\displaystyle y''} (intrinsisch) bzw. {\displaystyle y}-{\displaystyle z}-{\displaystyle y} (extrinsisch)
- {\displaystyle y}-{\displaystyle x'}-{\displaystyle y''} (intrinsisch) bzw. {\displaystyle y}-{\displaystyle x}-{\displaystyle y} (extrinsisch)
- {\displaystyle x}-{\displaystyle y'}-{\displaystyle x''} (intrinsisch) bzw. {\displaystyle x}-{\displaystyle y}-{\displaystyle x} (extrinsisch)
- {\displaystyle x}-{\displaystyle z'}-{\displaystyle x''} (intrinsisch) bzw. {\displaystyle x}-{\displaystyle z}-{\displaystyle x} (extrinsisch)

## Kardan-Winkel
Bei den Kardan-Winkeln (nach Gerolamo Cardano) oder auch Tait-Bryan-Winkeln (benannt nach Peter Guthrie Tait und George Hartley Bryan) erfolgen die drei Drehungen um drei verschiedene Achsen. Wie bei den eigentlichen Eulerwinkeln gibt es sechs mögliche Drehfolgen:
- {\displaystyle z}-{\displaystyle y'}-{\displaystyle x''} (intrinsisch) bzw. {\displaystyle x}-{\displaystyle y}-{\displaystyle z} (extrinsisch)
- {\displaystyle z}-{\displaystyle x'}-{\displaystyle y''} (intrinsisch) bzw. {\displaystyle y}-{\displaystyle x}-{\displaystyle z} (extrinsisch)
- {\displaystyle y}-{\displaystyle z'}-{\displaystyle x''} (intrinsisch) bzw. {\displaystyle x}-{\displaystyle z}-{\displaystyle y} (extrinsisch)
- {\displaystyle y}-{\displaystyle x'}-{\displaystyle z''} (intrinsisch) bzw. {\displaystyle z}-{\displaystyle x}-{\displaystyle y} (extrinsisch)
- {\displaystyle x}-{\displaystyle y'}-{\displaystyle z''} (intrinsisch) bzw. {\displaystyle z}-{\displaystyle y}-{\displaystyle x} (extrinsisch)
- {\displaystyle x}-{\displaystyle z'}-{\displaystyle y''} (intrinsisch) bzw. {\displaystyle y}-{\displaystyle z}-{\displaystyle x} (extrinsisch)

### Roll-, Nick- und Gierwinkel: z-y′-x″-Konvention

#### Beschreibung

Drehfolge z, y′, x″ (Gier-Nick-Roll)
blau: raumfestes Koordinatensystem
grün: y'-Achse = Knotenlinie N(y′)
rot: körperfestes Koordinatensystem
Anmerkung: ist hier negativ.

Gier-, Nick- und Rollwinkel als Lagewinkel eines Flugzeugs

Die in der Luftfahrt, Schifffahrt und dem Automobilbau angewendeten und genormten (Luftfahrt: DIN 9300; Automobilbau: DIN ISO 8855) Drehfolgen gehören in die Gruppe der Tait-Bryan-Drehungen. In den Normen sind die Namen Gier-, Nick- und Roll-Winkel (engl. yaw, pitch and roll angle) für die drei Euler-Winkel vorgeschrieben. Durch die drei Drehungen wird das erdfeste {\displaystyle xyz}-System (engl. world frame) in das körperfeste {\displaystyle XYZ}-Koordinatensystem (engl. body frame) gedreht.
Intrinsische Reihenfolge {\displaystyle z}-{\displaystyle y'}-{\displaystyle x''} (Gier-Nick-Roll-Winkel):
- Mit dem im erdfesten System gemessenen Gierwinkel {\displaystyle \psi } (auch Steuerkurs oder Azimut genannt) wird um die {\displaystyle z}-Achse gedreht. Die {\displaystyle y}-Achse wird zur Knotenachse {\displaystyle N(y')}.
Hauptwertebereich: {\displaystyle -\pi <\psi \leq \pi }. Die Drehrichtung ist mathematisch positiv (gegen den Uhrzeigersinn)
- Mit dem gegen die Erdoberfläche ({\displaystyle x}-{\displaystyle y}-Ebene) gemessenen Nickwinkel {\displaystyle \theta } wird um die Knotenachse {\displaystyle N(y')} gedreht. Es entsteht die fahrzeugfeste {\displaystyle X}-Achse.
Hauptwertebereich: {\displaystyle -{\frac {\pi }{2}}\leq \theta \leq {\frac {\pi }{2}}}. Die Drehrichtung ist mathematisch positiv.

- Der Rollwinkel {\displaystyle \varphi } (auch Wankwinkel genannt) beschreibt die Drehung um die fahrzeugfeste {\displaystyle X}-Achse. Es entstehen die fahrzeugfesten Achsen {\displaystyle Y} und {\displaystyle Z}.
Hauptwertebereich: {\displaystyle -\pi <\varphi \leq \pi }. Die Drehrichtung ist mathematisch positiv.

Extrinsisch entspricht dies der Reihenfolge {\displaystyle x}-{\displaystyle y}-{\displaystyle z} (Roll-Nick-Gier-Winkel).
Statt der Kleinbuchstaben {\displaystyle \psi }, {\displaystyle \theta } und {\displaystyle \varphi } werden auch die entsprechenden Großbuchstaben {\displaystyle \Psi }, {\displaystyle \Theta } und {\displaystyle \Phi } verwendet.

#### Transformationsmatrizen
Die Koordinatentransformation vom körperfesten ins raumfeste Koordinatensystem wird durch die Matrix
{\displaystyle {\begin{aligned}R_{GNR}&=R_{z}(\psi )\,R_{y}(\theta )\,R_{x}(\varphi )\\&={\begin{pmatrix}\cos \psi &-\sin \psi &0\\\sin \psi &\cos \psi &0\\0&0&1\end{pmatrix}}{\begin{pmatrix}\cos \theta &0&\sin \theta \\0&1&0\\-\sin \theta &0&\cos \theta \end{pmatrix}}{\begin{pmatrix}1&0&0\\0&\cos \varphi &-\sin \varphi \\0&\sin \varphi &\cos \varphi \end{pmatrix}}\\&={\begin{pmatrix}\cos \theta \cos \psi &\sin \varphi \sin \theta \cos \psi -\cos \varphi \sin \psi &\cos \varphi \sin \theta \cos \psi +\sin \varphi \sin \psi \\\cos \theta \sin \psi &\sin \varphi \sin \theta \sin \psi +\cos \varphi \cos \psi &\cos \varphi \sin \theta \sin \psi -\sin \varphi \cos \psi \\-\sin \theta &\sin \varphi \cos \theta &\cos \varphi \cos \theta \end{pmatrix}}\end{aligned}}}
beschrieben. Die umgekehrte Transformation vom raumfesten ins körperfeste Koordinatensystem wird durch die Transponierte dieser Matrix beschrieben. (Eigentlich die Inverse, aber bei Drehmatrizen stimmt die inverse mit der transponierten Matrix überein.)
{\displaystyle {\begin{aligned}R_{GNR}^{T}&=R_{x}(\varphi )^{T}\,R_{y}(\theta )^{T}\,R_{z}(\psi )^{T}\\&={\begin{pmatrix}1&0&0\\0&\cos \varphi &\sin \varphi \\0&-\sin \varphi &\cos \varphi \end{pmatrix}}{\begin{pmatrix}\cos \theta &0&-\sin \theta \\0&1&0\\\sin \theta &0&\cos \theta \end{pmatrix}}{\begin{pmatrix}\cos \psi &\sin \psi &0\\-\sin \psi &\cos \psi &0\\0&0&1\end{pmatrix}}\\&={\begin{pmatrix}\cos \theta \cos \psi &\cos \theta \sin \psi &-\sin \theta \\\sin \varphi \sin \theta \cos \psi -\cos \varphi \sin \psi &\sin \varphi \sin \theta \sin \psi +\cos \varphi \cos \psi &\sin \varphi \cos \theta \\\cos \varphi \sin \theta \cos \psi +\sin \varphi \sin \psi &\cos \varphi \sin \theta \sin \psi -\sin \varphi \cos \psi &\cos \varphi \cos \theta \end{pmatrix}}\end{aligned}}}
Das bedeutet: Hat der Vektor {\displaystyle {\vec {v}}} im raumfesten System die Koordinaten {\displaystyle v_{x}}, {\displaystyle v_{y}}, {\displaystyle v_{z}} und im körperfesten System die Koordinaten {\displaystyle v_{X}}, {\displaystyle v_{Y}}, {\displaystyle v_{Z}}, so gilt
{\displaystyle {\begin{aligned}{\begin{pmatrix}v_{x}\\v_{y}\\v_{z}\end{pmatrix}}&={\begin{pmatrix}\cos \psi &-\sin \psi &0\\\sin \psi &\cos \psi &0\\0&0&1\end{pmatrix}}{\begin{pmatrix}\cos \theta &0&\sin \theta \\0&1&0\\-\sin \theta &0&\cos \theta \end{pmatrix}}{\begin{pmatrix}1&0&0\\0&\cos \varphi &-\sin \varphi \\0&\sin \varphi &\cos \varphi \end{pmatrix}}{\begin{pmatrix}v_{X}\\v_{Y}\\v_{Z}\end{pmatrix}}\\&={\begin{pmatrix}\cos \theta \cos \psi &\sin \varphi \sin \theta \cos \psi -\cos \varphi \sin \psi &\cos \varphi \sin \theta \cos \psi +\sin \varphi \sin \psi \\\cos \theta \sin \psi &\sin \varphi \sin \theta \sin \psi +\cos \varphi \cos \psi &\cos \varphi \sin \theta \sin \psi -\sin \varphi \cos \psi \\-\sin \theta &\sin \varphi \cos \theta &\cos \varphi \cos \theta \end{pmatrix}}{\begin{pmatrix}v_{X}\\v_{Y}\\v_{Z}\end{pmatrix}}\end{aligned}}}
und
{\displaystyle {\begin{aligned}{\begin{pmatrix}v_{X}\\v_{Y}\\v_{Z}\end{pmatrix}}&={\begin{pmatrix}1&0&0\\0&\cos \varphi &\sin \varphi \\0&-\sin \varphi &\cos \varphi \end{pmatrix}}{\begin{pmatrix}\cos \theta &0&-\sin \theta \\0&1&0\\\sin \theta &0&\cos \theta \end{pmatrix}}{\begin{pmatrix}\cos \psi &\sin \psi &0\\-\sin \psi &\cos \psi &0\\0&0&1\end{pmatrix}}{\begin{pmatrix}v_{x}\\v_{y}\\v_{z}\end{pmatrix}}\\&={\begin{pmatrix}\cos \theta \cos \psi &\cos \theta \sin \psi &-\sin \theta \\\sin \varphi \sin \theta \cos \psi -\cos \varphi \sin \psi &\sin \varphi \sin \theta \sin \psi +\cos \varphi \cos \psi &\sin \varphi \cos \theta \\\cos \varphi \sin \theta \cos \psi +\sin \varphi \sin \psi &\cos \varphi \sin \theta \sin \psi -\sin \varphi \cos \psi &\cos \varphi \cos \theta \end{pmatrix}}{\begin{pmatrix}v_{x}\\v_{y}\\v_{z}\end{pmatrix}}\end{aligned}}}

##### Anwendungsbeispiel
Der Gewichtsvektor {\displaystyle {\vec {G}}} hat im erdfesten {\displaystyle xyz}-Koordinatensystem nur eine {\displaystyle z}-Komponente (in Richtung Erdmittelpunkt):
{\displaystyle {\vec {G}}_{E}={\begin{pmatrix}0\\0\\mg\end{pmatrix}}}
Die Transformation ins flugzeugfeste Koordinatensystem geschieht dann durch Multiplikation des erdfesten Gewichtsvektors {\displaystyle {\vec {G}}_{E}} mit der Transformationsmatrix {\displaystyle R_{GNR}^{T}}:
{\displaystyle {\begin{aligned}{\vec {G}}_{F}&=R_{GNR}^{T}\,{\vec {G}}_{E}\\&={\begin{pmatrix}\cos \theta \cos \psi &\cos \theta \sin \psi &-\sin \theta \\\sin \varphi \sin \theta \cos \psi -\cos \varphi \sin \psi &\sin \varphi \sin \theta \sin \psi +\cos \varphi \cos \psi &\sin \varphi \cos \theta \\\cos \varphi \sin \theta \cos \psi +\sin \varphi \sin \psi &\cos \varphi \sin \theta \sin \psi -\sin \varphi \cos \psi &\cos \varphi \cos \theta \end{pmatrix}}{\begin{pmatrix}0\\0\\mg\end{pmatrix}}\\&={\begin{pmatrix}\ldots &\ldots &-\sin \theta \\\ldots &\ldots &\sin \varphi \cos \theta \\\ldots &\ldots &\cos \varphi \cos \theta \end{pmatrix}}{\begin{pmatrix}0\\0\\mg\end{pmatrix}}={\begin{pmatrix}-\sin \theta \\\sin \varphi \cos \theta \\\cos \varphi \cos \theta \end{pmatrix}}mg\end{aligned}}}
Physikalisch richtig wirkt die Gewichtskraft {\displaystyle {\vec {G}}} bei vorhandenem Nickwinkel {\displaystyle \theta } im Flugzeug beispielsweise auch nach hinten (in negative {\displaystyle X}-Richtung).

## Matrix-Herleitung im allgemeinen Fall
Für eine beliebige Wahl der Drehachsenreihenfolge kann die sich ergebende Drehmatrix durch die Zuhilfenahme des folgenden Zusammenhangs einfach hergeleitet werden (aktive Drehungen):
Die Drehmatrizen um die globalen Achsen sind bekannt. Wenn nun um eine bereits gedrehte Achse erneut gedreht werden soll, dann entspricht das der Drehmatrix um die entsprechende globale Achse, allerdings in einer transformierten Vektorbasis. Die Transformationsmatrix (Basiswechselmatrix) ist dabei gerade die vorhergehende Drehung.
Seien {\displaystyle A} und {\displaystyle B} zwei Drehmatrizen um die beiden globalen Achsen {\displaystyle G} und {\displaystyle H}. Zur Berechnung der Drehmatrix zu der Reihenfolge {\displaystyle (G,H^{\prime })} beobachtet man, dass die Drehmatrix für die zweite Drehung um {\displaystyle H} der basistransformierten Matrix {\displaystyle {\tilde {B}}=ABA^{-1}} entsprechen muss. Dadurch erhält man für die resultierende Gesamtdrehmatrix {\displaystyle C={\tilde {B}}A=ABA^{-1}A=AB}. Für eine größere Anzahl von Drehungen erfolgt der Nachweis analog.
Bei drei aktiven Drehungen (A wird zuerst ausgeführt, dann B, dann C) ergibt sich die Gesamtdrehmatrix {\displaystyle D=((AB)\cdot C\cdot {(AB)}^{T})\cdot (A\cdot B\cdot A^{T})\cdot A=ABC} unter Verwendung von {\displaystyle A^{T}=A^{-1}}, {\displaystyle {(A\cdot B)}^{T}=B^{T}\cdot A^{T}}.
Durch diese Darstellung ergibt sich, dass sich die Drehmatrix für eine beliebige Drehreihenfolge in nacheinander gedrehten Achsen durch die einfache Multiplikation von Drehmatrizen um globale Koordinatenachsen ergibt – allerdings in umgekehrter Reihenfolge.

## Ergebnis, Interpretation
Das erhaltene Koordinatensystem mit den Achsen {\displaystyle X''}, {\displaystyle Y''} und {\displaystyle Z''} ist das sogenannte körperfeste System. Die Winkel {\displaystyle \phi } und {\displaystyle \theta } geben dabei die Lage der {\displaystyle Z''}-Achse gegenüber dem körperfesten System an („Drehung“ und „Kippung“); der Winkel {\displaystyle \psi } beschreibt die Eigendrehung des Körpers um sie. Dem entsprechen folgende Namenskonventionen:
- Flugsteuerung (Rollwinkel, Nickwinkel, Gierwinkel)
- Kreiseltheorie: Präzession, Nutation und Spin oder Eigenrotation
- Azimut, Höhenwinkel oder Elevation und Rotation

## Mathematische Eigenschaften
Die Abbildung, die den Euler-Winkeln die zugehörige Drehmatrix zuordnet, besitzt kritische Punkte, in denen diese Zuordnung nicht lokal umkehrbar ist und man von einem Gimbal Lock spricht. Im Fall der og. x- oder y-Konvention tritt dieser stets dann auf, wenn der zweite Rotationswinkel gleich null wird und der Drehvektor der ersten Drehung damit derselbe ist wie der Drehvektor der zweiten Drehung. Das aber bedeutet, dass es für eine Rotation um die {\displaystyle z}-Achse beliebig viele Euler-Winkel mit {\displaystyle \alpha =Z+Z'} gibt.
Bei der Definition der Lagewinkel nach der Luftfahrtnorm liegen die kritischen Punkte bei {\displaystyle \textstyle \theta =\pm {\frac {\pi }{2}}}.
Nach Kurt Magnus ist bei Kreisel-Problemen, bei denen {\displaystyle \theta =0} möglich ist, die Beschreibung mit Eulerwinkeln (x-Konvention) nicht möglich und man verwendet stattdessen Kardanwinkel.

## Nachteile, Alternativen
Zur Darstellung von Drehungen haben Euler-Winkel mehrere Nachteile:
- Die oben erwähnte Singularität führt dazu, dass eine einzige Drehung durch unterschiedliche Euler-Drehungen ausgedrückt werden kann. Dies führt zu einem Phänomen, das als Gimbal Lock bekannt ist.
- Die korrekte Kombination von Drehungen im Euler-System ist nicht intuitiv anzugeben, da sich die Drehachsen verändern.

Anstatt mit den Eulerwinkeln kann man jede Drehung auch durch einen Vektor angeben, der durch seine Orientierung die Lage der Achse und den Drehsinn angibt, und durch seinen Betrag den Drehwinkel (siehe z. B. oder Orthogonaler Tensor). Eine andere Möglichkeit, die Orientierung zu beschreiben und teils diese Nachteile zu umgehen, sind Quaternionen.

## Anwendungen

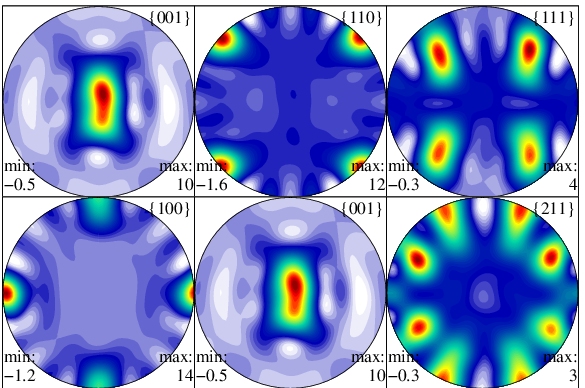
Textur Polfiguren von gamma-TiAl in einer alpha2-gamma Zweiphasenlegierung.

In der Theoretischen Physik werden die eulerschen Winkel zur Beschreibung des Starren Körpers benutzt. Eine praktische Anwendung ergibt die bekannte kardanische Aufhängung der technischen Mechanik.
Bei bewegten Objekten (z. B. Fahrzeugen oder Flugzeugen) bezeichnet man die Euler-Winkel der Hauptlagen als Roll-Nick-Gier-Winkel.
In der Kristallographie werden die eulerschen Winkel zur Beschreibung der Kreise des Einkristalldiffraktometers (mit einer kardanischen Aufhängung aus zwei senkrecht aufeinander stehenden Drehkreisen, die den Euler-Winkeln entspricht und Euler-Wiege genannt wird) und zur Beschreibung der Orientierungsdichteverteilungsfunktion von Texturen verwendet.
In der Astronomie sind die eulerschen Winkel unter anderen Bezeichnungen als Bahnelement eines Objekts geläufig.
In der Computergrafik werden die eulerschen Winkel zur Beschreibung der Orientierung eines Objektes verwendet.
In der Festkörper-NMR werden die eulerschen Winkel zur theoretischen Beschreibung und zur Simulation von Spektren benutzt.